# کارول آلت
کارول اَلت (انگلیسی: Carol Alt؛ زادهٔ ۱ دسامبر ۱۹۶۰) یک بازیگر، و مانکن اهل ایالات متحده آمریکا است.
از فیلم‌هایی که وی در آن نقش داشته است، می‌توان به کاترینا و دخترانش، تقدیم به رم با عشق، مردی که برگشت، قسمت‌های خصوصی و خرسی به نام آرتور اشاره کرد.